# 散種
散種（さんしゅ，仏: Dissémination，ディセミナシオン）とは、哲学者ジャック・デリダの代表的な用語である。
解釈の可能性についての概念。ただし、多義性とは異なる。
「多義性」ではその単語を使った理由を知るために時代背景などを考察する必要を認め、(ほぼ)無限に遡ることを許す。しかし遡って得られるのはあくまで過去に存在した意味の「解明」である。つまり多義性における意味は、「過去」に存在し今後未来に回復されうるものである。
対して「散種」では意味を遡る際、過去におけるその単語の存在の有無、過去のその意味での使用の有無などに影響されない。過去には別の意味で使われていたかもしれないが、それは遡ることはできない。また今後とある言語の内部で新たに別の意味が設けられる時、その意味は多義性とは異なり、一つの意味に回収されずに拡散する。つまり散種とは、多義性という「同一性」にとらわれない差延的運動である。